# 少年は残酷な弓を射る
『少年は残酷な弓を射る』（しょうねんはざんこくなゆみをいる、We Need to Talk About Kevin）は、2003年に発表されたライオネル・シュライヴァーによる小説、および2011年に公開された映画。

## 小説
2005年オレンジ賞受賞作品。我が子を愛していたはずの母親と、母親の愛を拒絶し続けていた少年の物語であり、内容は殺人を犯した少年の母親が彼女の夫に宛てた手紙という一人称視点の形式を採る。

## 映画
リン・ラムジーが共同脚本と監督を務め、主人公エヴァ・カチャドリアンをティルダ・スウィントンが、夫フランクリンをジョン・C・ライリーが、息子ケヴィンをエズラ・ミラーがそれぞれ演じた。

### 製作
2005年、BBCフィルムズが原作の映画化権を購入した。製作総指揮を務めたポーラ・ジャルフォンとクリスティン・ランガンが企画開発を進め、スティーヴン・ソダーバーグが後から参加した。
リン・ラムジーは監督する予定だった『ラブリーボーン』を降板した後監督に就任し、2006年まで『イン・ザ・ベッドルーム』の脚本家ロバート・フェスティンガーと脚本化に携わった。シュライヴァーは映画化に際し顧問となることを要請されたが、『少年は残酷な弓を射る』に関する仕事はやり尽くしたと感じたために断った。2007年9月のインタビューでシュライヴァーは2年以上ラムジーから映画化についての連絡がないと語っていた。インタビュー記事によるとラムジーの代理人は、新しい脚本を準備中で、まだプロデューサーには送っていないと話した。2008年、『フィクサー』でティルダ・スウィントンと仕事をともにしたジェニファー・フォックスが製作に参加した。映画は同年内に撮影が開始される予定だった。映画の脚本は製作が未定の良質な脚本のリスト「Brit List」の2008年版に掲載された。
2009年3月、フォックスはスウィントンの主演を明かした。2010年1月、ジョン・C・ライリーの出演が決まった。ケヴィン役は2009年10月時点でも決まっておらず、撮影開始直前になって初めてエズラ・ミラーが演じることが明らかにされた。
BBCフィルムズは2009年5月に資金集めをほぼ終えた。2010年2月、クリスティン・ランガンは『イブニング・スタンダード』に製作の大幅な遅れはBBCフィルムズの資金調達が難航したためで、ラムジーによる脚本の改稿により比較的低予算での製作が可能になったと語った。UKフィルム・カウンシルは同月、ファンドから£18,510を製作チームに提供した。
撮影はコネチカット州スタンフォードで2010年4月19日に始まり、5月28日に終わった。スタンフォードのJ・M・ライト工業高校が重要な撮影に使われた。
イギリスのバンド、レディオヘッドのジョニー・グリーンウッドが作曲を担当した。

### 公開
2009年10月、IFCフィルムズが販売権を獲得し、アメリカン・フィルム・マーケットでプリセールスを結んだ。
完成した映画は第64回カンヌ国際映画祭のコンペティション部門に出品され、パルムドールは『ツリー・オブ・ライフ』に譲ったものの、絶大な賛辞を集めた。

### 評価
本作は批評家から高い評価を得ている。映画のレビューを集積するウェブサイトRotten Tomatoesは、本作に対するレビュー94件のうち83%が映画に肯定的な評価を下し、評価の平均は7.7/10であったとして、本作を「新鮮」に認定している。同サイトは批評家の総意を「『少年は残酷な弓を射る』は全てに亘って素晴らしい演技 (特にティルダ・スウィントンは彼女の最上級を見せている) を伴った、ドラマとホラーの巧みな融合である」と紹介している。有力媒体の批評から100点満点の加重平均値を導くMetacriticは19件の批評を基に69という「広く好意的な評価」の値を示している。

### 受賞とノミネート
| 賞                                   | 部門                           | 対象                                           | 結果       |
| ------------------------------------ | ------------------------------ | ---------------------------------------------- | ---------- |
| ロンドン映画祭                       | 作品賞                         | 『少年は残酷な弓を射る』                       | 受賞       |
| ヨーロッパ映画賞                     | 女優賞                         | ティルダ・スウィントン                         | 受賞       |
| ナショナル・ボード・オブ・レビュー賞 | 主演女優賞                     | ティルダ・スウィントン                         | 受賞       |
| ナショナル・ボード・オブ・レビュー賞 | インディペンデント映画トップ10 | 『少年は残酷な弓を射る』                       | 受賞       |
| 英国インディペンデント映画賞         | 監督賞                         | リン・ラムジー                                 | 受賞       |
| 英国インディペンデント映画賞         | 作品賞                         | 『少年は残酷な弓を射る』                       | ノミネート |
| 英国インディペンデント映画賞         | 脚本賞                         | リン・ラムジー、ローリー・ステュアート・キニア | ノミネート |
| 英国インディペンデント映画賞         | 主演女優賞                     | ティルダ・スウィントン                         | ノミネート |
| 英国インディペンデント映画賞         | 助演男優賞                     | エズラ・ミラー                                 | ノミネート |
| 英国インディペンデント映画賞         | 技術賞                         | シェイマス・マクガーヴェイの撮影               | ノミネート |
| ワシントンD.C.映画批評家協会賞       | 主演女優賞                     | ティルダ・スウィントン                         | ノミネート |
| サンフランシスコ映画批評家協会賞     | 主演女優賞                     | ティルダ・スウィントン                         | 受賞       |
| ヒューストン映画批評家協会賞         | 主演女優賞                     | ティルダ・スウィントン                         | 受賞       |
| 全米映画俳優組合賞                   | 主演女優賞                     | ティルダ・スウィントン                         | ノミネート |
| 英国アカデミー賞                     | 監督賞                         | リン・ラムジー                                 | ノミネート |
| 英国アカデミー賞                     | 主演女優賞                     | ティルダ・スウィントン                         | ノミネート |
| 英国アカデミー賞                     | 英国作品賞                     | 『少年は残酷な弓を射る』                       | ノミネート |